# The Lost Art of Time Travel
The Lost Art of Time Travel is het tweede muziekalbum van de band Presto Ballet. Het eerste muziekalbum werd nog uitgegeven door Inside Out; het tweede moet een echt platenlabel ontberen. Het album is verkrijgbaar via de band zelf of via gespecialiseerde internetwinkels. Alhoewel de leider van de band Vanderhoof zegt beïnvloed te zijn door bands als Genesis, Yes en Kansas lijkt de muziek op het album veel meer op Styx. Dat komt met name omdat de zangstem van Albright wel erg lijkt op die van de zanger van Styx.

## Lineup
- Kurdt Vanderhoof: gitaar, mellotron, chamberlin, hammondorgel, synthesizer, baspedalen
- Scott Albright: zang, akoestische gitaar
- Ryan McPherson: hammondorgel, piano, synthesizers, zang
- Bill Raymond: slagwerk, percussie
- Izzy Rehaume – basgitaar, zang

## Composities
1. "The Mind Machine" 10:50
2. "Thieves" 9:04
3. "You're Alive" 4:24
4. "One Tragedy At A Time" 14:00
5. "I'm Not Blind" 6:16
6. "Easy Tomorrow" 6:30
7. "Haze" 9:28

Tracks 2-7 door Vanderhoof/Albright.; track 1 door Vanderhoof.